# Добровольскіс Пранцішкус-Станісловас Пранцішкович
Пранцішкус-Станісловас Пранцішкович Добровольскіс (лит. Pranciškus-Stanislovas Pranciško Dobrovolskis) (8 лютого 1915, місто Ковно, тепер місто Каунас, Литва — 14 лютого 2007, місто Вільнюс, Литва) — литовський радянський державний діяч, голова Литовської республіканської Ради професійних спілок. Кандидат у члени Президії (Бюро) ЦК КП Литви з 10 січня 1964 до 3 березня 1971 року. Депутат Верховної ради Литовської РСР. Депутат Верховної ради СРСР 7—8-го скликань. Герой Соціалістичної Праці (5.04.1958).

## Життєпис
Народився в родині робітника. У сім років залишився сиротою, виховувався у Гелгаудському дитячому притулку Шакаляйського повіту Литви. У 1927 році закінчив початкову школу, в 1932 році — ремісничу школу в місті Каунасі, здобув спеціальність столяра-модельника.
Трудову діяльність розпочав у 1933 році, два роки працював на будовах міста Каунаса. З 1935 року — робітник Каунаського чавуноливарного заводу «Неріс». Тут вступив до комуністичного підпільного осередку, брав участь в організації страйків у 1936 та 1938 роках, займався збором коштів для робітників по лінії Міжнародної організації допомоги борцям революції (МОДР).
У 1940—1941 роках — завідувач промислового відділу виконавчого комітету Каунаської міської ради депутатів трудящих Литовської РСР.
На початку німецько-радянської війни евакуйований в східні райони РРФСР, працював трактористом у колгоспі «Челябінський робітник» Щучанського району Челябінської (нині — Курганської) області. 
У грудні 1941 року призваний до Червоної армії. З липня 1942 до березня 1943 року служив заступником командира з політичної роботи 48-ї окремої зенітної батареї 16-ї Литовської стрілецької дивізії Червоної армії, учасник німецько-радянської війни.
Член ВКП(б) з вересня 1942 року.
У березні 1943 року демобілізований, і разом з групою бійців Литовської дивізії направлений до Москви в розпорядження Ради народних комісарів Литовської РСР. З квітня 1943 до 1944 року працював інженером-диспетчером Московського міського управління промислової кооперації.
З 1944 року — заступник начальника Управління промислової кооперації Ради народних комісарів Литовської РСР.
У 1947 році закінчив Курси радянських та партійних працівників у Москві.
У 1947—1953 роках — заступник міністра місцевої промисловості Литовської РСР. У 1953—1954 роках — заступник міністра місцевої та паливної промисловості Литовської РСР.
У 1954—1958 роках — голова виконавчого комітету Капсукаської районної ради депутатів трудящих Литовської РСР.
У 1958 — березні 1971 року — голова Литовської республіканської Ради професійних спілок.
У квітні 1971—1983 роках — керуючий справами Президії Верховної ради Литовської РСР.
З 1983 року — на пенсії у місті Вільнюсі.
Помер 14 лютого 2007 року у Вільнюсі. Похований на Антакальніському цвинтарі Вільнюса.

## Нагороди та відзнаки
- Герой Соціалістичної Праці (5.04.1958)
- орден Леніна (5.04.1958)
- орден Вітчизняної війни ІІ ступеня (11.03.1985)
- два ордени Трудового Червоного Прапора (1.10.1965, 27.08.1971)
- медалі
- Заслужений діяч культури Литовської РСР (1965)